# 艾伦·图灵传
《艾伦·图灵传：如谜的解谜者》（英語：Alan Turing: The Enigma）是一本由英国数学家与作家安德鲁·霍奇斯创作的英国数学家、密码分析学家艾伦·图灵的传记，1983年由西蒙與舒斯特出版公司出版，后改编为电影《模仿游戏》。